# 劳伦斯·布里顿
劳伦斯·布里顿（英語：Lawrence Brittain，1990年11月9日—），南非男子赛艇运动员。他曾代表南非参加2016年和2020年夏季奥林匹克运动会赛艇比赛，其中2016年奥运会获得一枚银牌。